# Narcissa Malfoy
Narcissa Malfoy je fiktivni lik iz romana o Harryju Potteru.
Pripadnica je obitelji Black. Rođena je 1955. kao čistokrvna vještica. U Hogwartsu je pripadala Slytherinskom domu. Nakon udaje za Luciusa Malfoya rodila je jedno dijete, sina Draca Malfoya. Također je i sestra Bellatrix Lestrange te Andromede Tonks. Vjerovala je u važnost čistokrvnosti, podupirala je svoga supruga Luciusa Malfoya u odanosti Gospodaru tame iako ona sama nikada nije pripadala smrtonošama. Pokazala je da joj je obitelj ipak iznad svega kada je život njezina sina stavljen u opasnost tako što je slagala Lordu Voldemortu da je Harry Potter mrtav.

## Rane godine
Narcissa je rođena kao najmlađa kćer Cygnusa Blacka i Druelle Rosier. Čistokrvna je vještica povezana s obitelji Black. Rođena je 1955. Imala je dvije starije sestre, Bellatrix i Andromedu. Kao i ostali članovi obitelji Black, ona je odgajana da favorizira čistokrvne čarobnjake, što je poslije i učinila. Baš kao i njezina sestra Bellatrix, ona je prekinula sve kontakte sa svojom sestrom Andromedom kada se ona udala za Teda Tonksa, čarobnjaka rođenog u bezjačkoj obitelji. Narcissa je također imala i dva rođaka: Siriusa i Regulusa, te mnoštvo daljih. Siriusova majka Walburga Black je uklonila Andromedino ime s obiteljskog stabla u kući.
Narcissa je 1966. dobila svoj čarobni štapić, no o njemu nema poznatih podataka. Školovala se u školi magije Hogwarts gdje je svrstana u slytherinski dom. Vjerojatno je bila dobra učenica, a tamo je i upoznala svog budućeg supruga Luciusa Malfoya.

## Prvi rat
Nakon školovanja Narcissa se udala za bogatog i čistokrvnog čarobnjaka Luciusa Malfoya. Udala se između 1972. i 1979. Obitelj Black se složila s time. Narcissin je rođak Regulus poginuo u Prvom ratu - ubili su ga Inferiusi u špilji gdje je bio skriven medaljon u Voldemortovom posjedu. 
Lucius i Narcissa su živjeli u lijepoj vili Malfoy. Lucius je postao smrtonoša što je Narcissa odobravala, iako tada nije i sama bila smrtonoša. 5. lipnja 1980. rodila je sina kojeg su nazvali Draco (puno ime 'Draco Lucius Malfoy').
Narcissin drugi rođak Sirius je zatvoren u Azkaban jer se mislilo da je zločinac i da je ubio 13 ljudi u Godricovom dolu; za to ga je optužio nekadašnji prijatelj Peter Pettigrew. U zatvoru je završila i njezina sestra Bellatrix Lestrange zbog niza zločina koji je počinila, među njima mučenje Franka i Alice Longbottom. Uhićeni su i njen suprug i šogor. Lucius je također uhvaćen i optužen da je smrtonoša, a on se pretvarao da je bio pod kletvom Imperius te je tako izbjegao zatočeništvo u Azkabanu. Lucius je ostao dio društvene elite, bogat i moćan. Bio je prijatelj s ministrom magije Fudgeom i njegovim ljudima, te je često donirao i dijelio novac. Ipak, i ona i Lucius su još uvijek favorizirali čistokrvne čarobnjake nasuprot ostalih, miješane ili mutne krvi.

## Između ratova
1991. je njihov sin Draco Malfoy morao krenuti u školu. Lucius je htio da Draco ide u Durmstrang, školu negdje u Europi, i to iz više razloga: jer je ravnatelj škole njegov stari prijatelj Igor Karkaroff, jer se tamo uči crna magija, i zato što se tamo primaju samo čistokrvni čarobnjaci ili mješanci, dok se nipošto ne primaju oni koji dolaze iz bezjačkih obitelji. Ipak, Narcissa je htjela da Draco ide u Hogwarts jer joj je tu bliže, pa je tako i bilo. U 1. dijelu se spominje da mu je svako malo slala nešto slatkiša i neke stvari po njegovoj sovi.
1994. je otišla s obitelji na Svjetsko prvenstvo u metloboju 1994. Lucius je nešto donirao sv. Mungu, a ministar magije Cornelius Fudge im je dao da sjede u VIP loži. Tada je Harry prvi put uživo vidio Narcissu. Lucius je tada sudjelovao u napadu na bezjake, a Narcissa i Draco su bili kod stadiona.

## Drugi čarobnjački rat
U 1996., njezina sestra Bellatrix i muž Rodolphus bježe iz Azkabana. Voldemort se 1995. vratio i sada traži od Luciusa Malfoya i drugih smrtonoša da mu donesu kristalnu kuglu koja sadrži zapis proročanstva koje je izrekla Sybill Trelawney iz Odjela tajni u Ministarstvu magije. U to vrijeme Sirius je zanemarivao obiteljskog kućnog vilenjaka Kreachera koji je otišao na Božić k Bellatrix i Narcissi. Doznale su neke informacije, recimo to da Harry jako voli svog rođaka. Narcissa je te informacije proslijedila lordu Voldemortu. Voldemort je u Harryja ubacio lažne snove pa su se zaputili u Odjel tajni. Bitka je započela, 12 smrtonoša se borilo protiv 6 djece i 6 članova Reda Feniksa. Narcissa nije bila prisutna, ali Bellatrix i Lucius Malfoy jesu. Bellatrix je kletvom ubila Siriusa te je on nestao u velu, a Lucius Malfoy je uhvaćen (uz pomoć Albusa Dumbledorea) te poslan na robiju u Azkaban. Narcissa je tako sama ostala s Dracom. Voldemort je kasnije doznao i da je Lucius uništio njegov dnevnik-horkruks. 
Lord Voldemort je naredio Dracu da ubije Albusa Dumbledorea, osmisleći to kao osvetu za Luciusovu propast. Narcissa i Bellatrix su te godine, tj. u ljeto 1996., išle u Prelčev kraj kod prijatelja Severusa Snapea. Narcissa je bila uvjerena da je Dracov zadatak osveta te je molila Severusa da joj pomogne. To se nije sviđalo Bellatrix, iako je ipak išla s njom. Bellatrix je vezala Narcissu i Severusa Neprekršivom zakletvom kojom je Severus obećao da će ubiti Albusa Dumbledorea umjesto Draca, ako to bude potrebno.
Kasnije, Narcissa i Draco su viđeni u dućanu gđice Malkin kako kupuju pelerine. Harry i Malfoyevi su se odmah porječkali. Draco je tad imao Tamni znamen. Narcissa i Draco su otišli u drugi dućan.
Draco je pokušavao ubiti Dumbledorea što je rezultiralo bitkom u kojoj je Severus Snape bacio ubojitu kletvu na Dumbledorea te ga ubio, time ne prekršivši zakletvu.

### Smrtonoše u vili Malfoy
U ljeto 1997. vila obitelji Malfoy je koristila kao sjedište lordu Voldemortu. Malfoyevima se to nije sviđalo, osim Bellatrix. Voldemort je oslobodio Luciusa te je na druženju ubio Charity Burbage. Lucius mu je trebao dati štapić, a Narcissa ga je potakla na to. Štapić je Voldemort koristio u bitci sedam Pottera. Također, Voldemort je podbadao Malfoyeve i Bellatrix na račun njihove nećakinje Nymphadore koja se udala za vukodlaka.

### Harry u vili Malfoy
Kad su hvatači na čelu sa Scabiorom uhvatili Harryja, Rona i Hermionu, odveli su ih u vilu Malfoy gdje su bili zarobljeni. Narcissa je pozvala Draca da ih identificira: on ipak nije bio siguran. Bellatrix je preuzela glavnu riječ u vili te je odvela zarobljenike u podrum, osim Hermione koju je mučila Cruciatusom vidjevši mač Godrica Gryffindora u njihovom posjedu. Vilenjak Dobby se pojavio i oslobodio ih: Narcissa je bila šokirana vidjevši ga (on je prije služio Malfoyevima). Bellatrix ju je poticala da ga onesposobi, no Dobby je razoružao Narcissu i pobjegao. Bellatrix je nožem ubila Dobbyja.
Moguće je da je Voldemort mučio Malfoyeve: to ipak nije sigurno. Ona se pojavila i nakon situacije u Gringottsu kada su Harry i njegovi prijatelji ukrali pehar, što je rezultiralo time da je Voldemort u bijesu pobio gobline.

### Bitka za Hogwarts
Na početku bitke, Draco u Sobi potrebe izgubi Narcissin štapić i zamalo umre zbog požara.
Tijekom bitke, lord Voldemort je napao Harryja u Zabranjenoj šumi. Voldemort je bacio Avadu Kedavru na Harryja koji se onesvijestio. U snu je vidio Dumbledorea. Pao je i Voldemort, a kasnije je poslao Narcissu da provjeri stanje. Ona mu je rekla da je Harry ubijen kako bi kao dio pobjedničke vojske ušla u Hogwarts i potražila nestalog Draca. 
Narcissa i Lucius nisu sudjelovali u bitci, već su mahnito tražili Draca. Voldemort je umro kad se na njega odbila kletva: smrtonoše su uhićene, a Narcissina sestra Bellatrix te nećakinja Tonks i njezin muž su ubijeni. Narcissa i Lucius nisu zatvoreni u Azkaban jer su se odrekli Voldemorta i pomogli Harryju, te su ostali na slobodi, svi sretni i zadovoljni.

## Nakon bitke
Narcissa je ostala na slobodi, no vjerojatno je umrla prije 2020., radnje 8. dijela. Njezin sin Draco se oženio Astoriom Greengrass te je postala baka kad je Draco dobio sina Scorpiusa Malfoya.

## Fizički izgled
Narcissa Malfoy je visoka, mršava, lijepa žena srednjih godina (u 7. knjizi ih ima 43). Ima dugu plavu kosu, plave oči i blijedo lice. Glas joj je čist i zvonak. Za razliku od mnogih žena iz obitelji Black, Narcissa nema tamnu nego plavu kosu, te se po tome razlikuje od njih.

## Osobnost i obilježja
Narcissa je ponosna, arogantna i bogata žena. Kao i ostali iz obitelji Black i Malfoy, ona vjeruje u nadmoć čiste krvi te ne voli čarobnjake rođene u bezjačkim obiteljima, a niti mješance. Nije voljela ni vukodlaka Fenrira Greybacka, a ni sestru Andromedu s kojom je prekinula sve veze kad se udala za čarobnjaka 'mutne krvi'. Ona voli moć i bogatstvo. Podupirala je Luciusa u odanosti lordu Voldemortu, iako sama nikad nije bila smrtonoša (u 7. dijelu se pojavljivala kao Voldemortova pomoćnica). Ipak, bila joj je važnija obitelj nego Gospodar tame, te je spasila Harryja.
Tražila je pomoć kad je bila u nevolji, i to od prijatelja, primjerice profesora Snapea.[HP5]

## Magijske sposobnosti i vještine
Čarolije: Naravno, Narcissa je vrlo vješta u magiji i raznim čarolijama. 
Ljubav: Ovo nije magijska sposobnost, ali je vrlo važna za radnju.[HP7] Jako je voljela svoju obitelj, supruga Luciusa i sina Draca, te su joj oni bili najvažniji. Tražila je pomoć od Snapea da zaštiti Draca.
Crna magija: Vjerojatno je dobra u crnoj magiji i mračnim kletvama, pošto je tako opisuje Dobby. Ipak, ne koristi tamne kletve u 7. dijelu pa ne možemo to potvrditi, ali je vjerojatno tako (ipak je smrtonoša).
Oklumencija: Za ovo nije sigurno, ali neki spominju da je moguće da je Narcissa dobar oklument - pošto Voldemort nije shvatio da joj laže za Harryja.[HP7] Također, znamo da je Bellatrix podučavala Draca oklumenciji, pa je možda sve to povezano.
Dvoboj: Poput Bellatrix, i Narcissa je vješta u dvoboju, što je pokazano u 7. knjizi kad se borila protiv Harryja i Rona.
Aparacija: Narcissa i Bellatrix su se aparatirale u Prelčev kraj k Snapeu. Začuo se tihi 'plop' prilikom aparacije.[HP6]

## U posjedu
Vila Malfoy: Djelomično.
Čarobni štapić: Nepoznati podatci.

## Odnosi

### Obiteljski

#### Lucius Malfoy
Narcissa i Lucius su bili u vrlo dobrom odnosu. Narcissa je podupirala i jako voljela svog muža, no vodila je glavnu riječ u nekim pitanjima te je spriječila Luciusa u njegovoj namjeri da Draca pošalje u Durmstrang. Za razliku od Bellatrix, ona jako voli svog supruga te je bila tužna kad je on završio u Azkabanu. Nagovorila ga je da Voldemortu preda svoj čarobni štapić.[HP7]